# Coracina personata
Coracina personata е вид птица от семейство Campephagidae.

## Разпространение
Видът е разпространен в Индонезия и Източен Тимор.